# Siyabonga Sangweni
Siyabonga Sangweni, né le 29 septembre 1981 à Empangeni, est un footballeur international sud-africain. Il évolue actuellement aux Orlando Pirates FC dans le championnat national sud-africain au poste de défenseur central.
Son petit frère Thamsanqa Sangweni joue au AmaZulu FC.
Il fait partie des 23 joueurs sud-africains sélectionnés pour participer à la coupe du monde 2010.

## Palmarès
- Orlando Pirates
  - Championnat d'Afrique du Sud 
    - Vainqueur : 2012.

## Statistiques
| Saison                | Club                          | Championnat           | Championnat | Championnat | Coupe(s) nationale(s) | Coupe(s) nationale(s) | Compétition(s) continentale(s) | Compétition(s) continentale(s) | Compétition(s) continentale(s) | Telkom Knockout | Telkom Knockout | MTN8 | MTN8 | Afrique du Sud | Afrique du Sud | Total | Total |
| Saison                | Club                          | Division              | M.          | B.          | M.                    | B.                    | Comp.                          | M.                             | B.                             | M.              | B.              | M.   | B.   | M.             | B.             | M.    | B.    |
| 2005-2006             | Golden Arrows                 | 1                     | 26          | 0           | -                     | -                     | -                              | -                              | -                              | -               | -               | -    | -    | -              | -              | 26    | 0     |
| 2006-2007             | Golden Arrows                 | 1                     | 28          | 0           | -                     | -                     | -                              | -                              | -                              | -               | -               | -    | -    | 1              | 0              | 29    | 0     |
| 2007-2008             | Golden Arrows                 | 1                     | 22          | 1           | -                     | -                     | -                              | -                              | -                              | -               | -               | -    | -    | -              | -              | 22    | 1     |
| 2008-2009             | Golden Arrows                 | 1                     | 28          | 2           | -                     | -                     | -                              | -                              | -                              | -               | -               | -    | -    | -              | -              | 28    | 2     |
| 2009-2010             | Golden Arrows                 | 1                     | 20          | 0           | -                     | -                     | -                              | -                              | -                              | -               | -               | 4    | 0    | 8              | 1              | 32    | 1     |
| 2010-2011             | Golden Arrows                 | 1                     | 26          | 1           | -                     | -                     | -                              | -                              | -                              | 1               | 0               | -    | -    | 5              | 1              | 32    | 2     |
| 2011-2012             | Orlando Pirates Football Club | 1                     | 28          | 4           | 1                     | 1                     | C1                             | 1                              | 0                              | 4               | 1               | 4    | 1    | 4              | 0              | 42    | 7     |
| 2012-2013             | Orlando Pirates Football Club | 1                     | 14          | 0           | -                     | -                     | -                              | -                              | -                              | 2               | 0               | 3    | 0    | 10             | 2              | 29    | 2     |
| Total sur la carrière | Total sur la carrière         | Total sur la carrière | 192         | 8           | 8                     | 2                     | -                              | 1                              | 0                              | 7               | 1               | 11   | 1    | 28             | 4              | 247   | 16    |

## Buts internationaux
| Buts internationaux de Siyabonga Sangweni (4) | Buts internationaux de Siyabonga Sangweni (4) | Buts internationaux de Siyabonga Sangweni (4)           | Buts internationaux de Siyabonga Sangweni (4) | Buts internationaux de Siyabonga Sangweni (4) | Buts internationaux de Siyabonga Sangweni (4) | Buts internationaux de Siyabonga Sangweni (4) | Buts internationaux de Siyabonga Sangweni (4) |
|                                               | Date                                          | Lieu                                                    | Adversaire                                    | Score                                         | Résultat                                      | Compétition                                   |                                               |
| --------------------------------------------- | --------------------------------------------- | ------------------------------------------------------- | --------------------------------------------- | --------------------------------------------- | --------------------------------------------- | --------------------------------------------- | --------------------------------------------- |
| 1.                                            | 24 mai 2010                                   | Orlando Stadium, Soweto, Afrique du Sud                 | Bulgarie                                      | 1-0                                           | 1-1                                           | Match amical                                  |                                               |
| 2.                                            | 14 mai 2011                                   | Benjamin Mkapa National Stadium, Dar es Salam, Tanzanie | Tanzanie                                      | 0-1                                           | 0-1                                           | Match amical                                  |                                               |
| 3.                                            | 23 janvier 2013                               | Stade Moses-Mabhida, Durban, Afrique du Sud             | Angola                                        | 1-0                                           | 2-0                                           | CAN 2013                                      |                                               |
| 4.                                            | 27 janvier 2013                               | Stade Moses-Mabhida, Durban, Afrique du Sud             | Maroc                                         | 2-2                                           | 2-2                                           | CAN 2013                                      |                                               |